# Чэнь Дин
Чэнь Дин (кит. упр. 陈定, пиньинь Chén Dìng; род. 5 августа 1992, Баошань, Юньнань) — китайский легкоатлет, специализирующийся в ходьбе на 20 километров, чемпион Олимпийских игр.
Чэнь Дин родился в 1992 году в городском уезде Баошань провинции Юньнань.

## Олимпийский успех

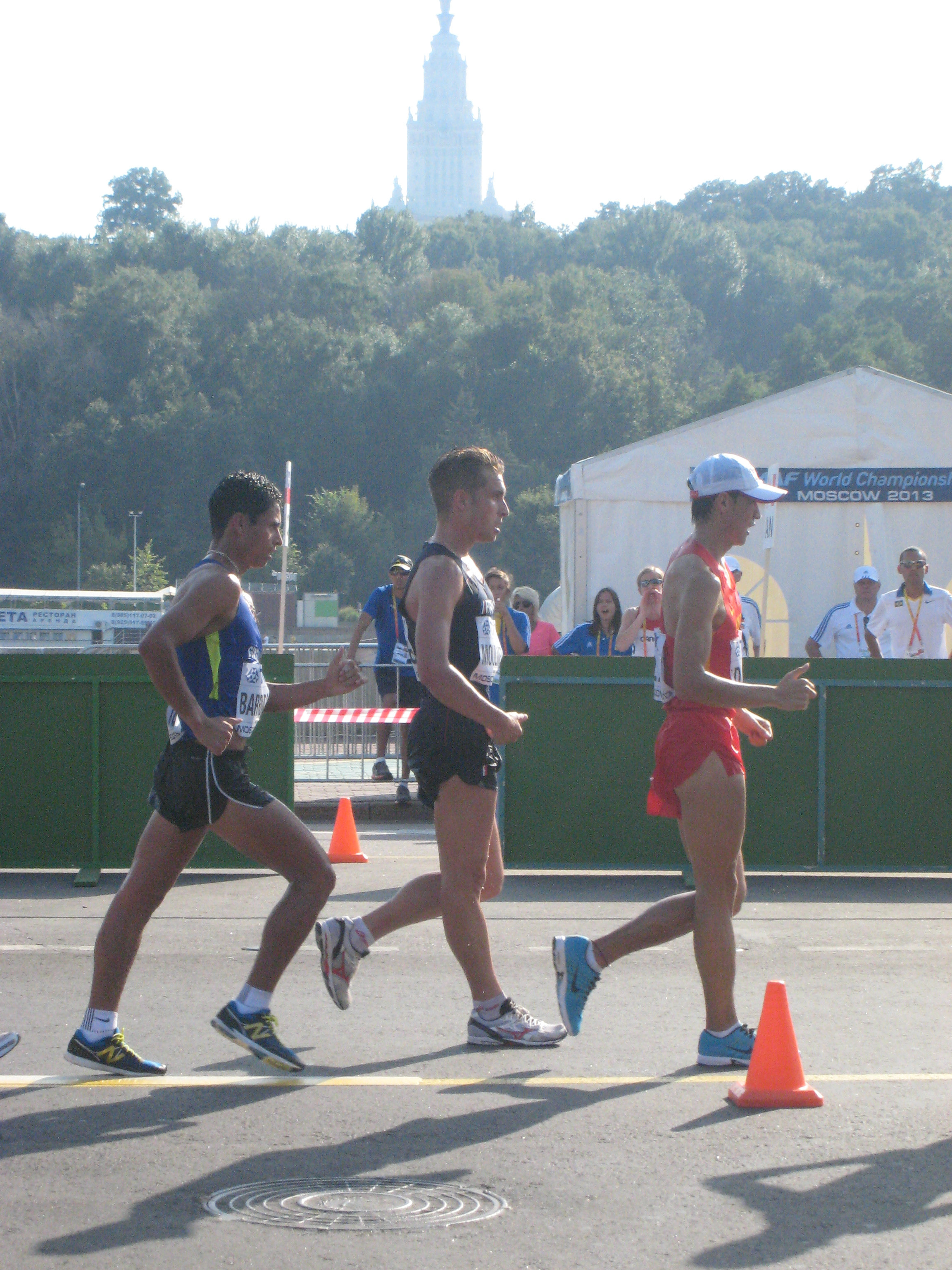
Эрик Баррондо, Чэнь Дин и Бертран Мулине

Чэнь Дин — первый китайский легкоатлет, который выиграл золото в ходьбе на 20 километров у мужчин. Его медаль также стала первым золотом Китая с 2004 года в лёгкой атлетике (предыдущее добыл бегун с барьерами Лю Сян). Чэнь Дин финишировал с результатом 1:18:46 и установил новый Олимпийский рекорд. Спортсмен накануне праздновал свой день рождения и назвал эту победу «замечательным подарком». Бронзу выиграл его соотечественник Ван Чжэнь, серебряным призёром стал представитель Гватемалы Эрик Баррондо.